# Bombardeig naval de Gènova (1940)
El bombardeig naval de Gènova i Savona (nom en clau operació Vado, també conegut a Itàlia com la batalla de Gènova) va ser un bombardeig naval realitzat per l'Armada francesa que va tenir lloc a la ciutat de Ligúria el 14 de juny de 1940.
Va ser la primera acció ofensiva realitzada per mar pels Aliats durant la Segona Guerra Mundial contra una ciutat italiana, que va tenir lloc només 4 dies després que Itàlia declarés la guerra a França i Gran Bretanya .

## Antecedents
Ja l'any 1935, Itàlia es disposava a construir un sistema defensiu per defensar els milers de quilòmetres de terra i costes del país; els centres sobre els quals es centraven les defenses eren els centres industrials costaners. Ciutats com Venècia, Livorno, Palerm, Monfalcone i, de fet, Gènova estaven equipades amb bateries costaneres i pontons armats per defensar-se de possibles incursions navals enemigues. Ja en els anys immediatament anteriors al 10 de juny de 1940, les relacions entre la Itàlia de Benito Mussolini i la França d'Édouard Daladier s'estaven deteriorant: la ruptura per part dels britànics del front de Stresa i, posteriorment, l'oposició britànica i francesa a la política colonial italiana a Etiòpia van portar les relacions diplomàtiques entre les potències democràtiques europees i Itàlia a mínims històrics.
A l'esclat de la Segona Guerra Mundial, després que França i Gran Bretanya declaressin la guerra a Alemanya, Itàlia es va declarar no bel·ligerant, malgrat el Pacte d'Acer signat amb l'Alemanya nazi.

L'oportunitat d'acció per al sistema de defensa costanera es va fer realitat el 10 de juny de 1940, quan Itàlia va declarar oficialment la guerra a França i Gran Bretanya, amb una França que es trobava llavors en completa derrota militar arran de la invasió del territori per part dels alemanys i començant la batalla dels Alps. No obstant, França i Gran Bretanya no van esperar gaire per dur a terme accions ofensives contra el nou enemic. La nit de l'11 de juny, avions britànics van llançar 5 tones de bombes sobre Gènova i el mateix va passar la nit del 13, aquesta vegada per avions francesos, en un intent de destruir la logística italiana.

## L'acció naval francesa

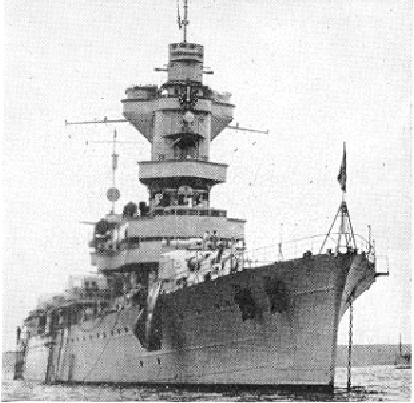
El creuer Algerie

La nit del 13 de juny, mentre vuit bombarders francesos bimotors Lioré i Olivier LeO 451 atacaven els dipòsits de nafta de Vado Ligure, amb poc èxit, els vaixells del 3r esquadró naval francès van salpar de Toló, comandats per l'almirall Émile Duplat i dirigit cap a les plantes industrials de Gènova i Savona.
La formació francesa es va dividir en tres grups:
Primer grup
Creuer pesant Algérie
Creuer pesant Foch
6 destructors
→ dirigint-se cap als dipòsits de combustible de Vado Ligure i les zones industrials de Savona
Segon grup
Creuer pesat Dupleix
Creuer pesant Colbert
2 destructors
→ dirigint-se cap a Gènova
Tercer grup
3 destructors
4 submarins
→ amb la funció de protegir els altres dos grups, amb els submarins enviats al sud per dificultar qualsevol intervenció de la marina italiana.
A les 4:30 del 14 de juny el "primer grup" va obrir foc sobre Vado Ligure i sobre els establiments metal·lúrgics de Savona. Algunes explosions dels dipòsits de combustible de Vado Ligure, seguida dos minuts més tard per altres rugits de les instal·lacions metal·lúrgiques de Savona, van despertar els habitants.
"Es poden veure" -escriurà més tard el capità del vaixell francès De Loynes al seu informe- "flames i columnes de fum que s'eleven dels tancs".
La reacció italiana va ser ràpida, però ineficaç: la bateria de Capo Vado i el tren blindat T.A. 120/3/S amb seu a Albisola, que va disparar 93 trets amb els seus quatre canons 120/45, però cap dels atacants va rebre cap impacte, i de fet la bateria va ser l'objectiu del destructor Aigle que, amb els seus 138 canons /40, va colpejar el bateria i el far de Capo Vado. Només la intervenció de la XIII flotilla MAS, amb el MAS 534 - 535 i 538 - 539, va dur a terme una acció decisiva. Els MAS van atacar els destructors francesos davant Bergeggi, amb el llançament de sis torpedes : el creuer Foch va maniobrar per evitar, els destructors van reaccionar i els MAS va fugir sense haver causat cap dany; els MAS 535 i 534, colpejats per estelles d'obusos, fins i tot es van queixar d'alguns ferits a bord, però van aconseguir fer retrocedir l'enemic. A les 4:48 l'atac a Savona va cessar: en total es van disparar uns 400 trets dels 203 des del bàndol francès i altres 138, 300 del bàndol italià.
El "segon grup" en canvi va iniciar la seva acció contra el tram de costa entre Arenzano i Sestri Ponente. Aquí la reacció italiana va ser més efectiva; la Bateria Mameli va disparar 54 trets amb la seva artilleria de 152, colpejant el destructor Albatros a la sala de calderes de popa i causant 12 morts. També van obrir foc els dos pontons armats GM-194 (ex Faà di Bruno) i GM-269. La primera, amarrada a Sampierdarena, va fer dos trets amb la seva torre bessona 381/40, mentre que el segon va disparar una única cartuccia de 190 mm. L'únic vaixell de la Regia Marina que va participar en la defensa de la ciutat va ser l'antiga torpedinera Calatafimi, que escortava a la zona un minador comandat pel tinent de vaixell Giuseppe Brignole, que es va apropar a l'esquadra francesa protegida per la boira i va llançar alguns torpedes poc abans que els vaixells enemics es retiressin, sense, però, colpejar cap objectiu.

## Resultat
A Savona hi va haver 6 morts i 22 ferits, hi va haver morts i ferits, però en menor nombre, també a Vado-Zinola, mentre que els danys materials a la ciutat van ser limitats. Encara més limitades van ser les pèrdues entre civils i estructures a Gènova, però l'acció francesa va tenir una important repercussió en la moral dels habitants i sobretot en els caps militars italians.
Malgrat el coratge dels MAS i del Calatafimi, les defenses lígures es van mostrar ineficaces. Les bateries van demostrar la limitació dels seus calibres davant un bombardeig naval i es va destacar la mala reactivitat de l'aparell militar per a proveir la defensa de les ciutats.
De fet, la flota francesa va aconseguir apropar-se sense molèsties i allunyar-se igualment tranquil·lament, gràcies a la manca d'activitat de reconeixement i a la poca reactivitat de la Regia Aeronautica i la Regia Marina, que posteriorment no van poder interceptar la flota.
Al febrer de 1941, la ciutat de Gènova va ser bombardejada de nou des del mar (operació Grog), aquest cop per la Força H de la Royal Navy britànica, operació que va ser un veritable èxit.